# Be Cool
Be Cool é um filme estadunidense de 2005, uma comédia dirigida por F. Gary Gray e com roteiro baseado em obra de Elmore Leonard.
É a continuação do filme Get Shorty, de 1995.

## Sinopse
Chili Palmer é um ex-mafioso que trabalha na atividades na indústria cinematográfica, que quer abandonar para se dedicar à indústria fonográfica e lançar uma cantora pop promissora. Para isso une-se à viúva de um amigo, mas precisa enfrentar muitas adversidades para conseguir manter a gravadora em funcionamento.

## Elenco
- John Travolta .... Chili Palmer
- Uma Thurman .... Edie Athens
- Vince Vaughn ....Raji
- Cedric the Entertainer .... Sin LaSalle

- André 3000 .... Dabu
- Robert Pastorelli .... Joe Loop
- Christina Milian .... Linda Moon
- Paul Adelstein .... Hy Gordon
- Debi Mazar .... Marla
- Gregory Allan Williams .... Darryl
- Harvey Keitel .... Nick Carr

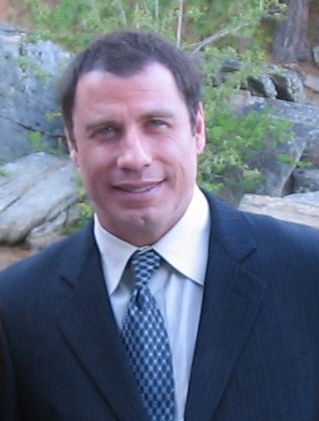
John Travolta

- Dwayne "The Rock" Johnson .... Elliot Wilhelm
- Danny DeVito .... Martin Weir
- James Woods .... Tommy Athens
- Bruno José Alves .... James

## Trilha Sonora
A Trilha sonora do filme foi lançada em  1º de maio, 2005:
1. Fantasy - Earth, Wind & Fire
2. Hollywood Swinging - Kool & the Gang
3. Be Thankful for What You Got - William DeVaughn
4. Roda - Elis Regina
5. Sexy - Black Eyed Peas
6. Suga Suga (Reggae Remix) - Baby Bash
7. The Boss - James Brown
8. Ain't No Reason - Christina Milian
9. Believer- Christina Milian
10. Brand New Old Skool - 777
11. G's & Soldiers - Planet Asia feat Kurupt
12. Cool Chill (instrumental) - composta por John Powell
13. A Cowboy's Work Is Never Done - Sonny & Cher
14. You Ain't Woman Enough - The Rock